# کوه کپز
کوه کپز (ترکی آذربایجانی: Kəpəz dağı) کوهی از رشته کوه قفقاز کوچک است که، در شهر گنجه جمهوری آذربایجان قرار دارد.

## اطلاعات کلی

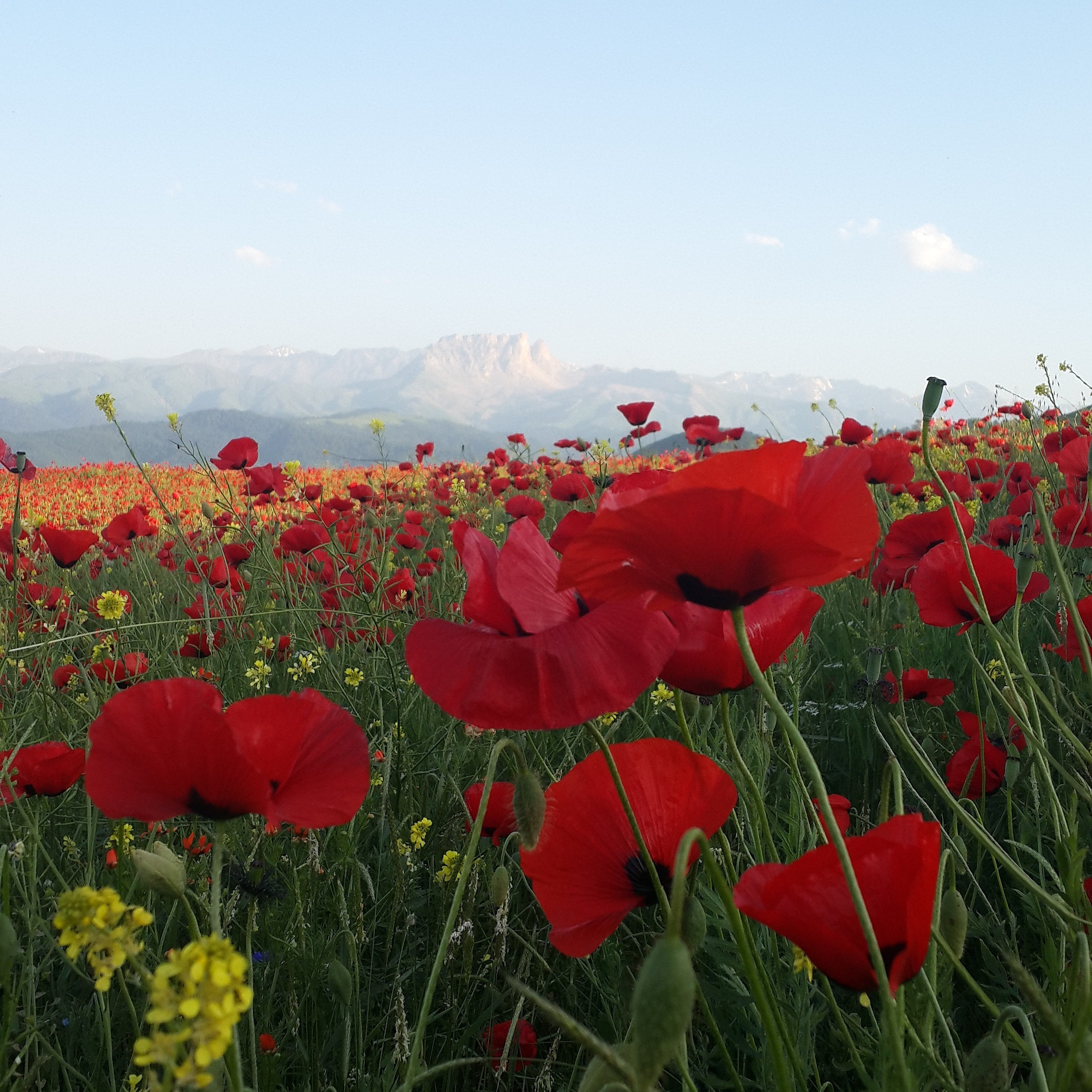
گل‌‌های شقایق - کوه کپز

ارتفاع کوه کپز به ۳۰۶۵ متر از سطح دریا می‌رسد. صخره‌های عظیمی از این کوه که در نزدیکی دریاچه گویگول قرار گرفته‌است، در نتیجه زمین‌لرزه سال ۱۱۳۹ در گنجه، کنده شد که دریاچه مذکور را به پدیدآورد.
در دوران قرون وسطی، کوه «آلپاراک» نیز نامیده می‌شد. «آلپاراک» اسم دیگر دریاچه گویگول در همان محدوده زمانی بود، که به ترکی آذربایجان به معنی منطقه احاطه شده با سد بود. سد اینجا اشاره ای ست به صخره‌هایی که بر اثر وقوع زلزله رسوب کردند و دریاچه یادشده را به وجود آوردند.
نظامی گنجوی در یکی از آثار خود با اشاره بدان زمین‌لرزه از دریاچه گویگول، و همچنین از کوه کپز به عنوان کوه «آلپاراک» نام برده‌است. آب دریاجه با آب‌های ذوب شده کوه تغذیه می‌شود. یافته‌هایی نظیر لوازم خانگی قدیمی از قرابت کوه‌های کپز، «قشقار»، رود کور و شهر گنجه در سال‌های اخیر، موید آن است که، این منطقه زیستگاهی برای انسان‌های باستان بوده‌است.